# Taxi, Taxi!
Taxi Taxi! är en svensk popmusikduo från Stockholm bestående av enäggstvillingarna Miriam Eriksson Berhan och Johanna Eriksson Berhan (födda 16 januari 1990). Deras musik är en sparsmakad blandning av folkpop och singer-songwriter.
Duon upptäcktes 2005 genom sin sida på Myspace. Systrarna hade publicerat två låtar, mest för att visa upp för sina klasskamrater på Rytmus musikgymnasium. Ryktet om Taxi Taxi! spred sig och snart kom både erbjudanden om spelningar och skivkontrakt.
Deras första EP Taxi Taxi! släpptes den 7 maj 2007 på skivbolaget Rumraket. Skivan fick ett översvallande mottagande i både svensk och brittisk press. Även debutalbumet Still Standing at Your Back Door, som släpptes den 21 september 2009, gavs ut på det danska bolaget Rumraket - något som kan förklara att Taxi Taxi! nått en större publik i Danmark än i hemlandet. Även i Frankrike har man nått stor uppmärksamhet.
Debutskivan producerades av Björn Yttling från gruppen Peter Bjorn and John. Albumet Still Standing at Your Back Door är producerat av Johan Berthling från den experimentell poptrion Tape, och på skivan medverkar gästmusiker som Goran Kajfes och Dante Kinnunen. 
Bandet har turnerat både på egen hand och som förband till Jenny Wilson. Taxi Taxi! har spelat på en rad festivaler, bland annat Hultsfredsfestivalen, Roskildefestivalen och Storsjöyran.

## Diskografi
- Floating Forever EP, Delicious Demon Records 2014
- Still Standing at Your Back Door, album, Rumraket 2009
- Step Out Into The Light, EP, Rumraket 2009
- Taxi Taxi!, EP, Rumraket 2007